# Kramgoa låtar 5
Kramgoa låtar 5 utkom 1977 och är ett studioalbum av det svenska dansbandet Vikingarna. Stefan Borsch sjunger på de flesta av låtarna, undantag "Moody Blue" och "Silver Cloud" som sjungs av Tord Sjöman. Albumet återutgavs 1996 till CD.

## Låtlista

### Sida 1
1. Bang Bang
2. Ännu kan en sjöman längta hem (The Last Farewell)
3. California
4. Lite försent
5. Moody Blue
6. My happiness (instrumental)
7. Det är dig jag tänker på (She's Not You)
8. Leende guldbruna ögon (Beautiful, Beautiful Brown Eyes)

### Sida 2
1. Silver Cloud
2. Höstvisa
3. True love
4. Seemann (Instrumental)
5. En vacker dag
6. Är du min älskling än
7. Besame mucho, señora

## Listplaceringar
| Lista (1977-1978) | Topplacering |
| ----------------- | ------------ |
| Norge             | 15           |
| Sverige           | 5            |